# Parasaurolophini

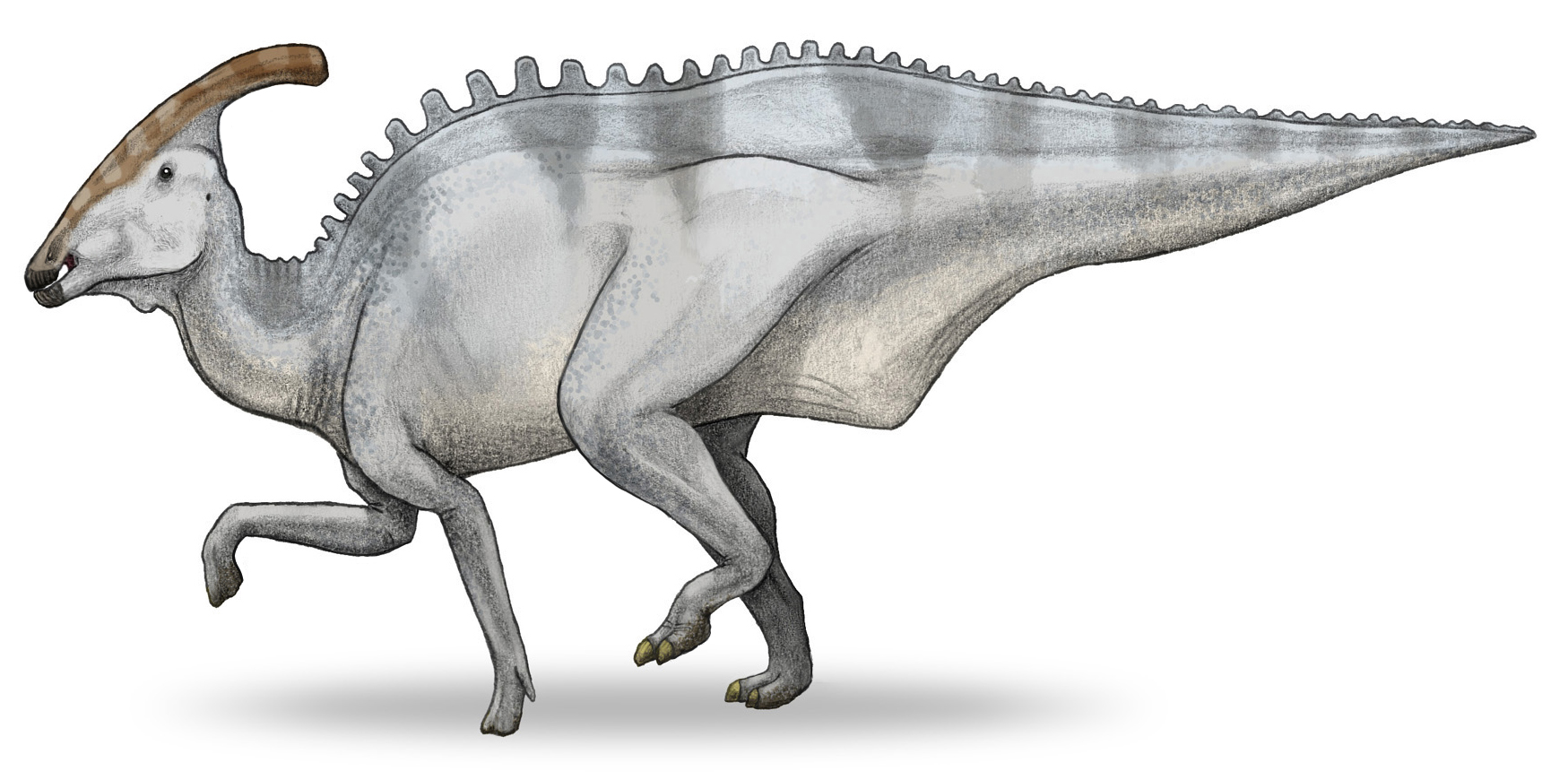
Charonosaurus

De Parasaurolophini zijn een groep plantenetende dinosauriërs, behorende tot de Euornithopoda.
In 2004 werd een klade Parasaurolophini benoemd door Pascal Godefroit e.a. De klade werd gedinieerd als de groep bestaande uit Parasaurolophus walkeri en alle soorten nauwer verwant aan Parasaurolophus dan aan Lambeosaurus lambei, Tsintaosaurus spinorhinus of Aralosaurus tuberiferus.
De Parasaurolophini zijn binnen de Lambeosaurinae en meer bepaald de Corythosauria de zustergroep van de Lambeosaurini. De Parasaurolophini omvatten voor zover bekend Parasaurolophus en Charonosaurus. Ze bestaan uit vrij grote facultatief tweevoetige planteneters uit het late Krijt van Noord-Amerika en Aziê met een opvallende langgerekte schedelkam. Paralophosaurus omvat P. walkeri, P. cyrtocristatus en P. tubicen.